# Galeria Kaskada
Galeria Kaskada – budynek handlowo-usługowo-gastronomiczny położony przy alei Niepodległości 36 w Szczecinie w dzielnicy Śródmieście; jeden z największych tego typu obiektów w województwie zachodniopomorskim.

## Opis
Centrum Handlowe Galeria Kaskada została otwarta 28 września 2011 przy alei Niepodległości 36 na miejscu 3 innych budynków: Zakładów Przemysłu Odzieżowego „Odra”, „Teatru Lalek Pleciuga” i Kombinatu Gastronomicznego „Kaskada” (spalonego 27 kwietnia 1981). 
Budynek składa się z 3 rotund zakończonych kopułami – każda w innym kolorze: niebieska jak dżinsy z zakładów „Odra”, czerwony jak kurtyna w teatrze Pleciuga i żółty jak szampan w dawnej Kaskadzie. Obiekt przypomina kształtem wcześniej istniejący kombinat. Obiekt ma powierzchnię ponad 100 000 m², w tym 43 000 m² powierzchni sprzedaży ze 140 sklepami. Ponadto jest tam 1000 miejsc parkingowych (w tym parking na dachu), siłownia Zdrofit, stacja ładowania samochodów elektrycznych oraz myjnia bezdotykowa „Johnny Washer”.
Podczas prac budowlanych znaleziono relikty XVII-w. muru obronnego, fragment nowożytnych szczecińskich fortyfikacji obronnych. Mur został zachowany i jego odcinek można podziwiać w podziemiach Kaskady.

## Historia
Historia obiektu rozpoczęła się w 1889, kiedy powstał wielofunkcyjny budynek, w którym mieściły sklepy, kawiarnie („Monopol”, „Klotzman”, „Bismarck”) oraz restauracja „Zum Kronprinzen”. Siedzibę miał tam urząd poboru podatku dochodowego od rzemiosła. Znajdowały się tam także mieszkania na wynajem. Kolejnymi właścicielami nieruchomości byli: mistrz budowlany Carl Haase (1889 - VIII 1894), restaurator Johann Klotzmann (do X 1894), rentier z Berlina Albert Seibt (do IV 1896), kupiec Emil Amberger (do XII 1906), pejzażysta Adolf Dittmer i kupiec Karl Dittmer (do I 1918), kupiec Ludwig Fink (do VI 1919), Otto Ponath (do 1933) i Heinrich Ponath. 
Po przebudowie trwającej od kwietnia do września 1929, funkcja budynku uległa zmianie. Otto Ponath stworzył w nim 3-piętrowy kompleks klubowo-rozrywkowy „Haus Ponath”, w którym znalazła się sala kawiarniano-klubowa, restauracyjna i największa na Pomorzu sala bilardowa. Funkcjonalne wnętrza, szerokie schody klatki schodowej, gazowy system ogrzewania budynku i urządzeń kuchennych, system mechanicznej wentylacji predestynowały obiekt do rangi najnowocześniejszego w mieście. Z kawiarni na ostatnim piętrze roztaczał się piękny widok na miasto.
Podczas wojennych nalotów latem 1944 budynek został zniszczony i dopiero po kapitalnym remoncie w kwietniu 1948 otwarto w nim Powszechny Dom Towarowy. Na drugim piętrze czynna była kawiarnia „Centralna”, a na trzecim – restauracja „Centralna”. Ostatni bal sylwestrowy odbył się w nich w 1956. W 1957 budynek wyłączono z użytkowania i rozpoczęto remont, który trwał do kwietnia 1962.  
Powstało wówczas największe centrum rozrywkowe o nazwie „Kaskada”. Salę na parterze nazwano „Kapitańską”, na I piętrze było „Rondo”, na II – „Słowiańska”, a na samej górze – „Pokusa”. Występowało tutaj wielu popularnych wokalistów, m.in. Czesław Niemen, Ryszard Karczykowski, Helena Vondrackova, Anna Jantar, Farida, Irena Jarocka, Anna German, Ada Rusowicz, Halina Frąckowiak, Stenia Kozłowska, Ałła Pugaczowa, Wojciech Młynarski, Jerzy Połomski, Andrzej i Eliza, Skaldowie, Filipinki, a także artyści z Operetki Szczecińskiej. 
Po pożarze i doszczętnym spaleniu się "Kaskady" ranem, 27 kwietnia 1981 roku, budynek wyburzono w 1984. W tym miejscu przez ponad dwie dekady mieściły się tzw. "Dachy Paryża" - małe lokale gastronomiczne podające m.in. piwo i serwujące różne dania. 
W 2008 roku "Dachy Paryża" zlikwidowano, wraz z sąsiadującym budynkiem dawnych Zakładów Przemysłu Odzieżowego "Odra" i teatru Lalek "Pleciuga", który przeniósł się do nowej siedziby. Na miejscu tych trzech budynków wzniesiono obecną galerię handlową, a jej trzy rotundy odpowiadają kolorem i położeniem dawnych budynków. Na poziomie -1 można oglądać wmurowane w posadzkę galerii historyczne emblematy nawiązujące do powyższych miejsc. 

## Zdjęcia

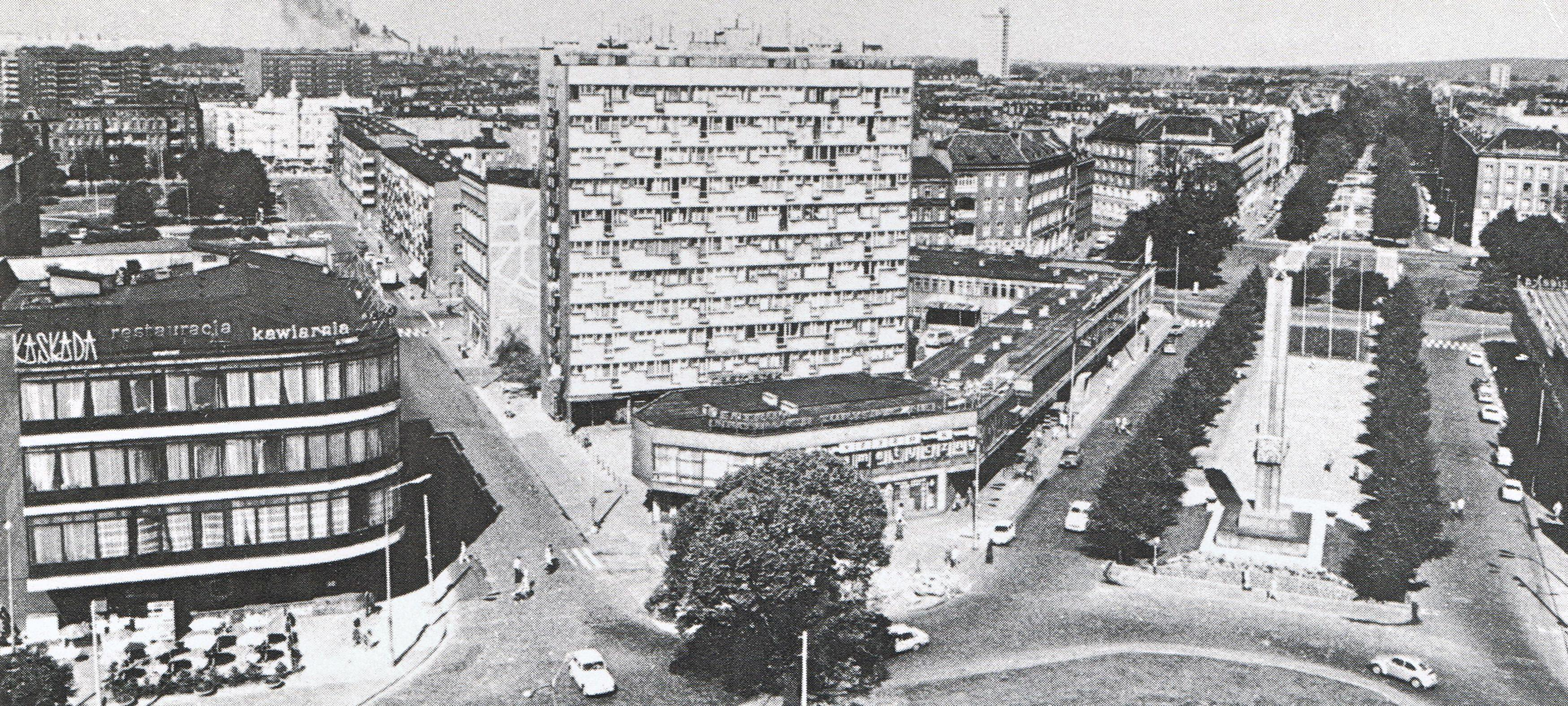
Kombinat gastronomiczny (1978)
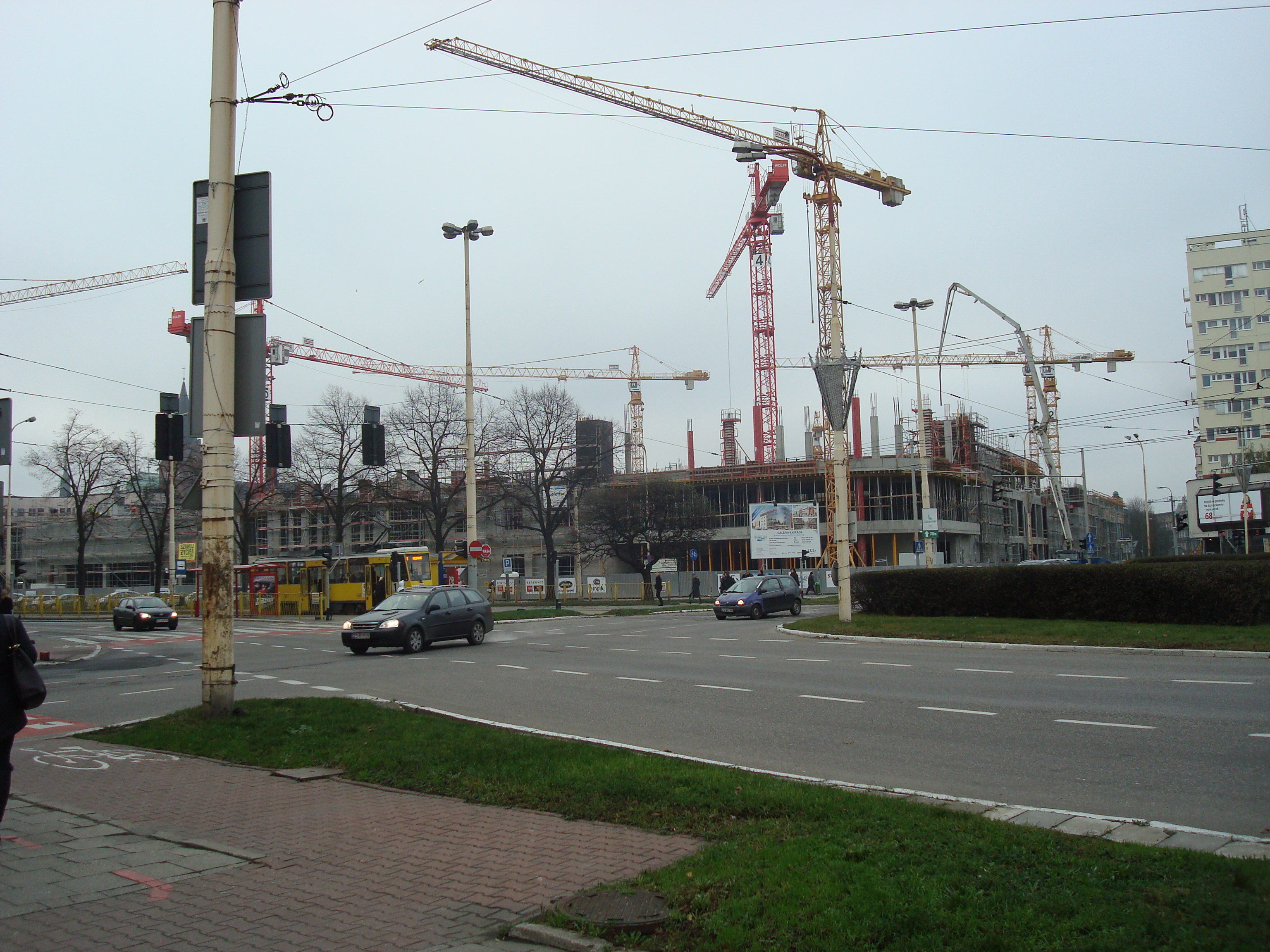
Budowa galerii (2010)
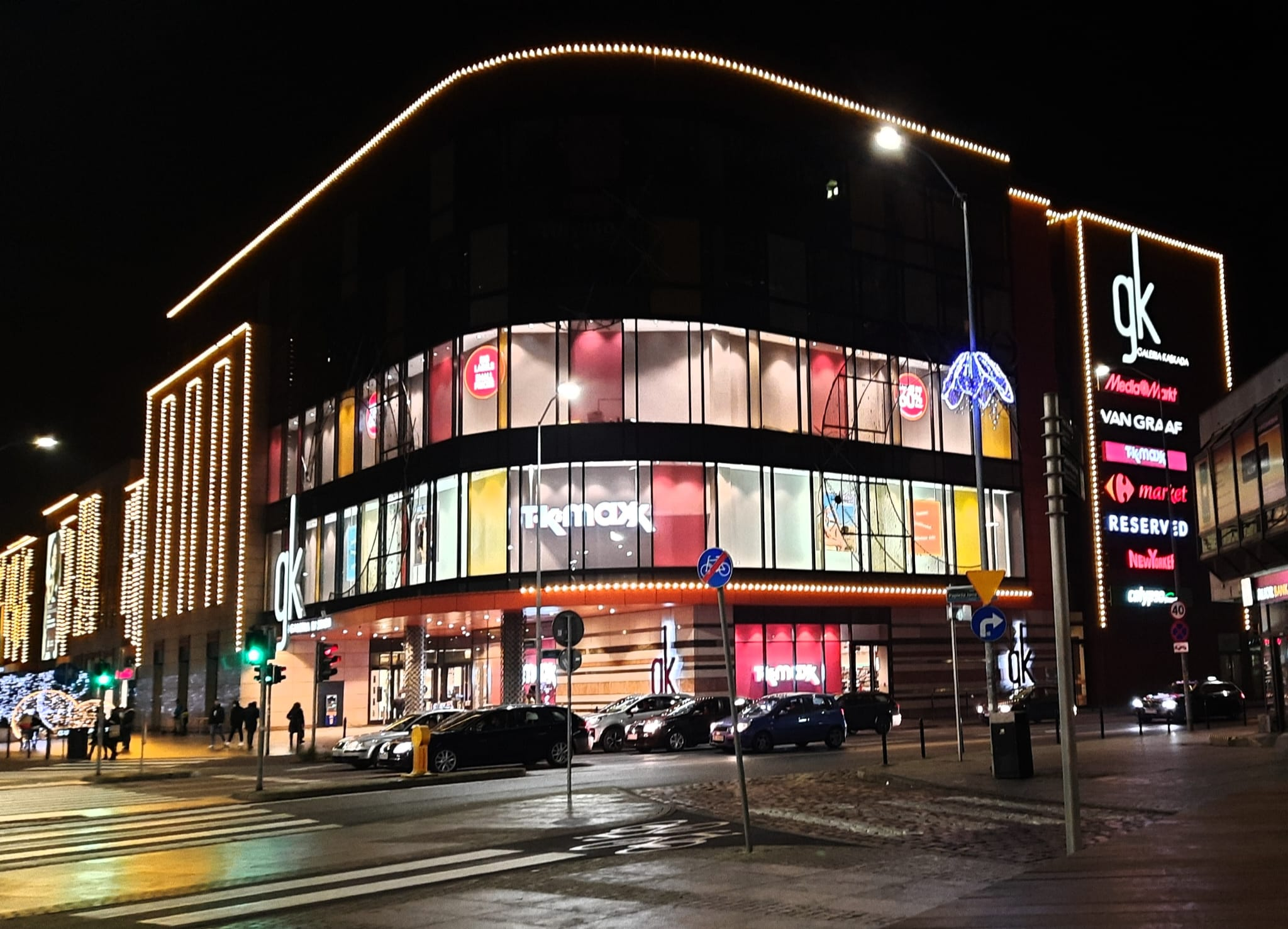
CH Kaskada w okresie świątecznym (2023)
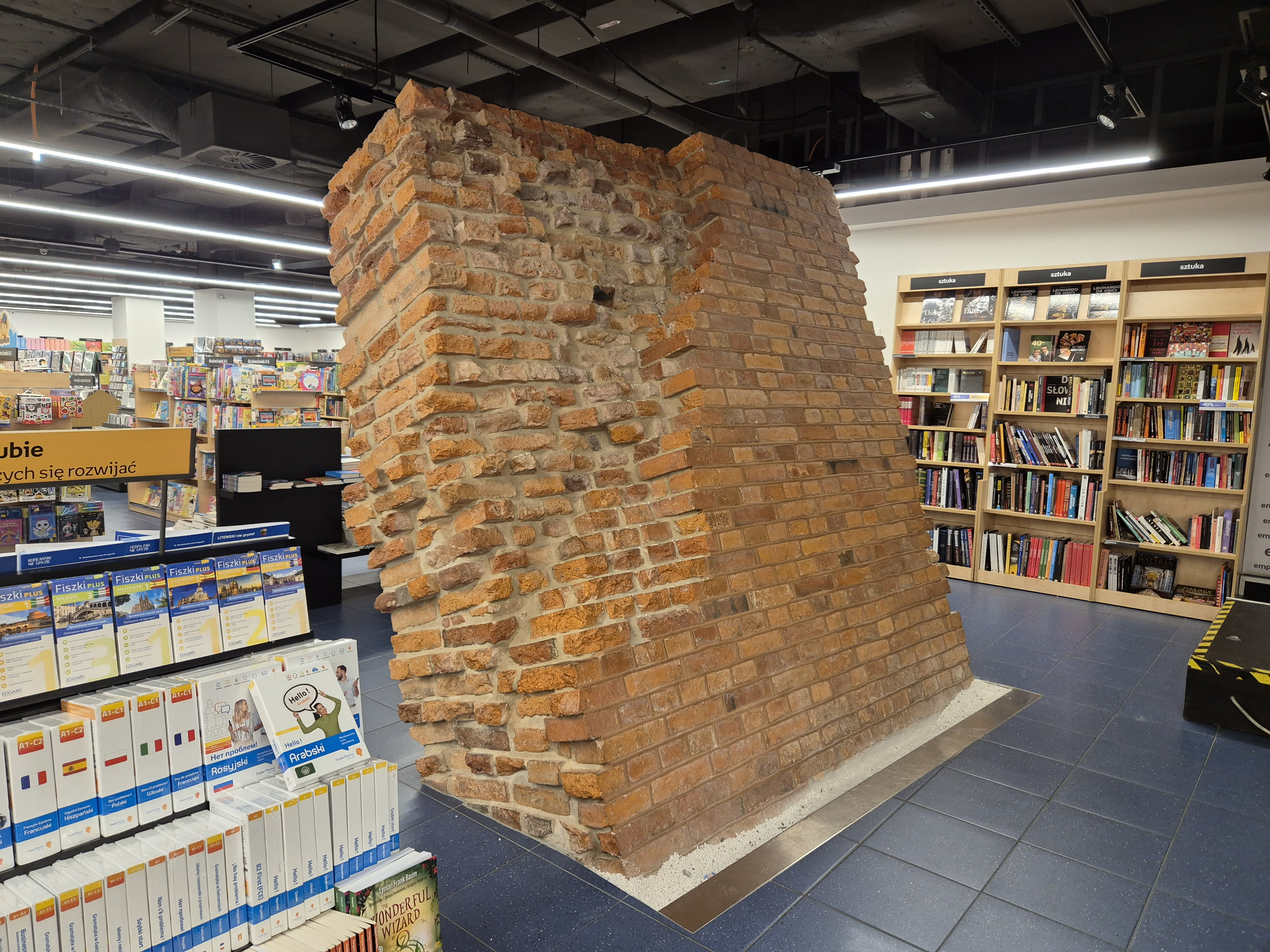
Fragment muru obronnego w podziemiach galerii (2024)